# Stutzita
La stutzita es un mineral de la clase de los minerales sulfuros. Fue descubierta en 1951 en una mina de Sacaramb (Rumania), siendo nombrada así en honor de Andreas X. Stütz, mineralogista austriaco. Sinónimos poco usados son: stützita o stuetzita.

En el año 2015 fue descubierta en Colombia por el geólogo Jhon Jairo Franco Sánchez en compañía de un amigo Mauricio Gil, tras una travesía en medio de las montañas de valles colombianos vieron una roca brillar en el río y al sacar un análisis de laboratorio, el resultado dio muestras de plata, oro y rodio.

## Características químicas
Es un teluriuro de plata. Químicamente relacionado con la empressita (AgTe).

## Formación y yacimientos
Aparece como mineral secundario reemplazando a otros en yacimientos hidrotermales de otros minerales telutiutos y sulfuros.
Suele encontrarse asociado a otros minerales como: silvanita, hessita, altaíta, petzita, empressita, telurio, oro, galena, esfalerita, colusita, tetraedrita, tennantita o pirita.

## Usos
Usado como mena del telurio y la plata.